# وولواین (ویرجینیا)
وولواین (به انگلیسی: Woolwine) یک منطقهٔ مسکونی در ایالات متحده آمریکا است که در شهرستان پاتریک، ویرجینیا واقع شده‌است. وولواین ۴۳۰ کیلومتر مربع مساحت دارد.